# Белл, Джеймс Станислав

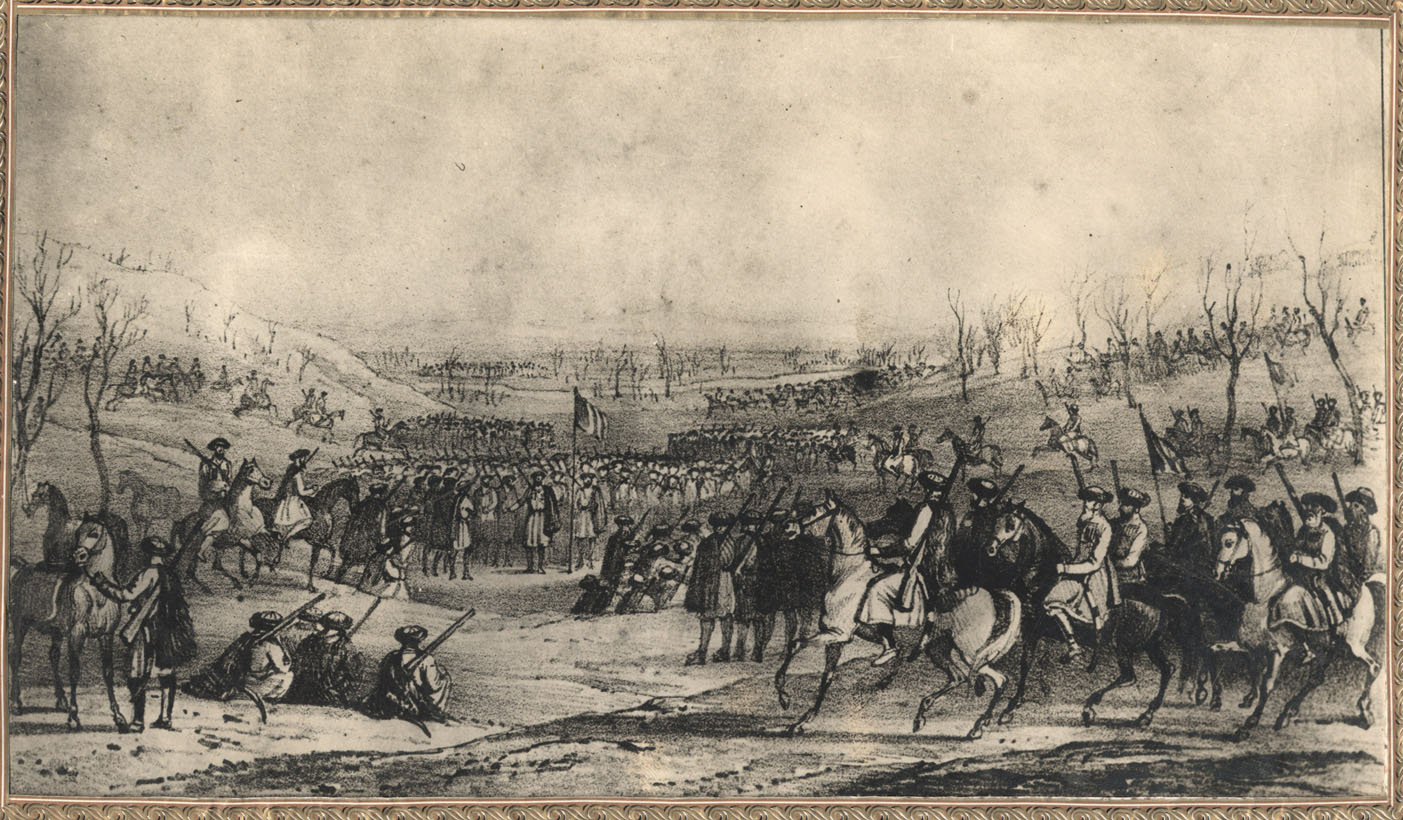
Черкесская кавалерия, гравюра О. Барнарда с рисунка Джеймса Станислава Белла, издательство 1840 года в книге Белла «Journal of a Residence in Circassia during the Years 1837, 1838 and 1839».

Джеймс Станислав Белл (англ. James Stanislaus Bell; 8 января 1797, Данди, Шотландия, Великобритания — 16 марта 1858) — британский военный  разведчик, участник Кавказской войны на стороне черкесов.

## Деятельность

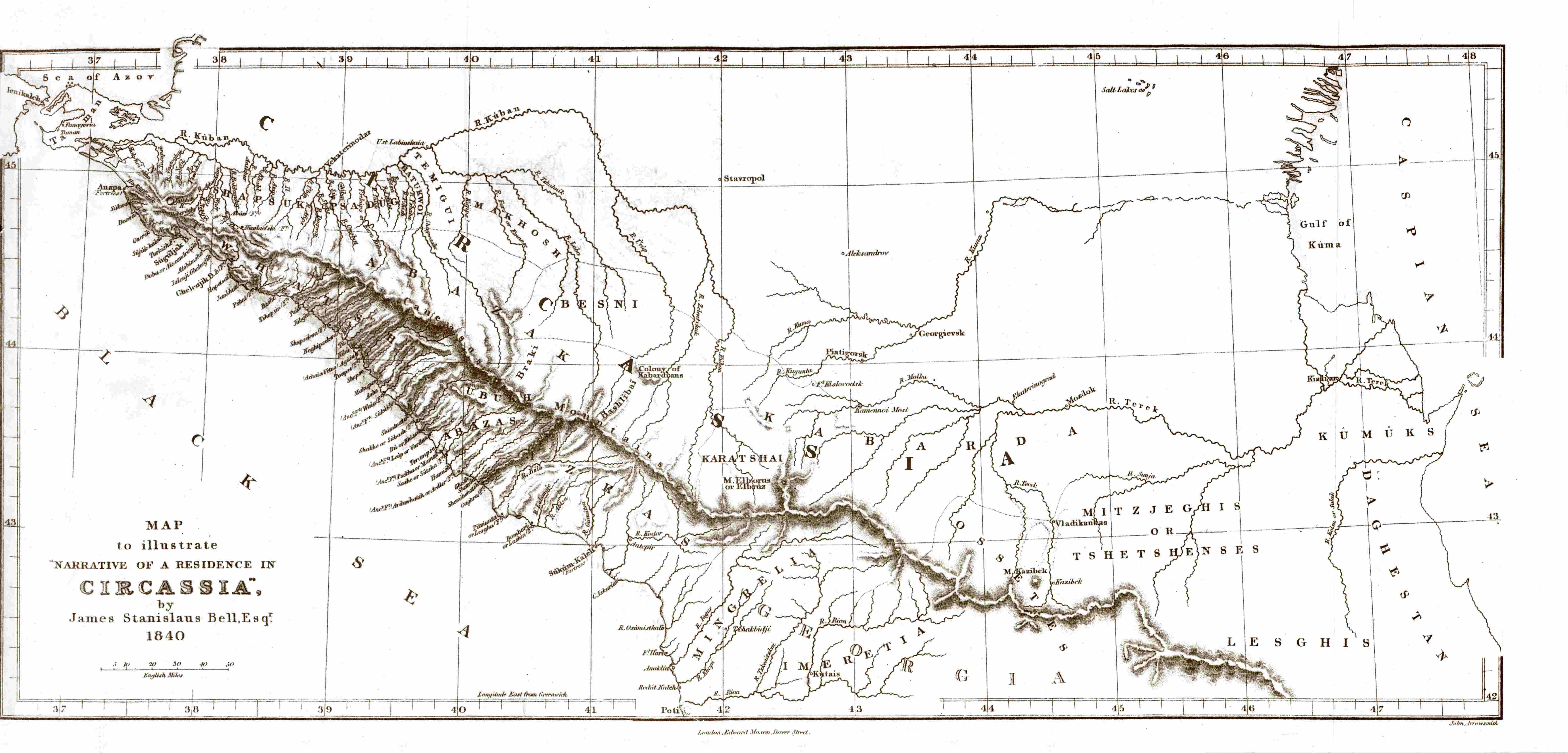
Карта Черкесии, составленная Беллом

Джеймс Белл участвовал в провокации против России, известной как Дело «Виксена». Он был владельцем судна, задержанного российской береговой охраной. Кроме того, Джеймс Белл находился в Черкесии с 1838 по 1839 год. Под прикрытием установления торговых конкактов, он занимался организацией сопротивления черкесов Российской империи. Составил описание местных народов и карту Черкесии. В 1840 году издал свои воспоминания.

Историко-этнографическая монография Л.И. Лаврова "Убыхи", изданная в 1937 г,  описывает события весны 1839 года в Сочи так:
К 20 мая на командующей высоте за гребнем была устроена батарея, состоящая из трех пушек. В этот день собралось до 1500 убыхов, которые частью заняли позицию у батареи, а частью скрытно подошли с двух сторон к укреплению и открыли ружейный огонь, укрываясь за пеньками срубленного леса. Убыхская артиллерия произвела до 50 выстрелов, сами убыхи два раза бросались на штурм, но канонада крепостной артиллерии не допускала их ближе, чем на 100 шагов до рва. К вечеру бой утих.
21 мая перестрелка возобновилась. Батарея убыхов выпустила до 20 ядер, произведших большие разрушения в Навагинском. Канонадою руководил сам Дж. Белль, европейский головной убор которого ясно видели из укрепления. В этот день произошел очень редкий случай в практике артиллерийской стрельбы. Одно из выпущенных ядер попало прямо в дуло двенадцатифунтовой убыхской пушки и плотно заклепало его. Убыхи прекратили огонь и стали расходиться

## Семья
- старшая дочь Эмилия
- сын Чарльз Белл (1835—1906)[5]

## Сочинения
- Journal of a residence in Circassia during the years 1837, 1838 and 1839. Vol. 1-2. London, 1840.